# جبل

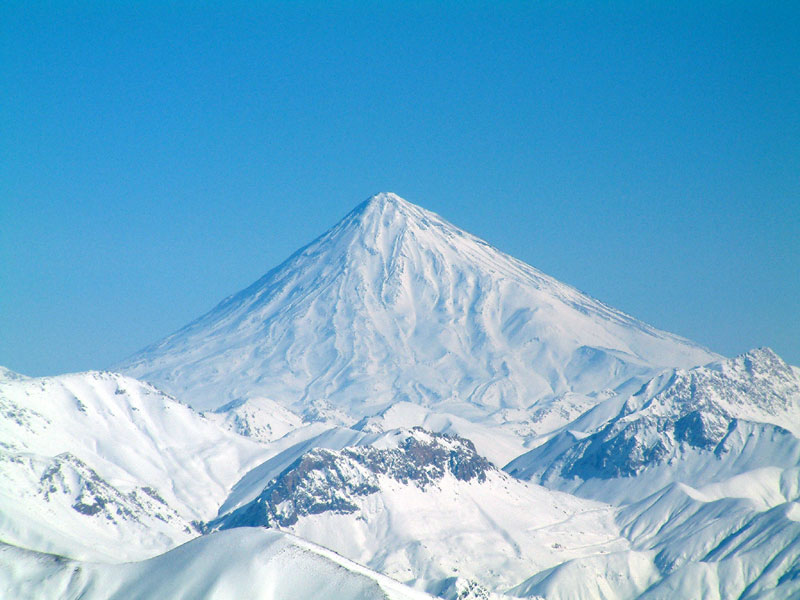
جبل دماوند شتاء، وتغطي قمة الثلوج لارتفاعه الشاهق.

الجبل هو جزء مرتفع من القشرة الأرضية، يتميز عمومًا بجوانب شديدة الانحدار تظهر فيها الصخور المكشوفة بشكل واضح. على الرغم من اختلاف التعريفات، فإن الجبل يختلف عن الهضبة بامتلاكه قمة محدودة المساحة، وعادةً ما يكون أعلى من التل، حيث يرتفع الجبل عادةً على الأقل 300 متر (980 قدمًا) عن الأرض المحيطة به. بعض الجبال تكون قممًا معزولة، ولكن معظمها يوجد ضمن سلاسل جبلية.
تتشكل الجبال نتيجة قوى تكتونية أو التعرية أو النشاط البركاني، وهي عمليات تحدث على مدى زمني يصل إلى عشرات الملايين من السنين. وبمجرد أن تتوقف عملية تكوين الجبال، تبدأ الجبال بالتلاشي تدريجيًا بفعل عمليات التجوية والانهيارات الأرضية وغيرها من أشكال التعرية الجماعية، إلى جانب التآكل الناتج عن الأنهار والأنهار الجليدية.
الارتفاعات العالية للجبال تؤدي إلى مناخات أكثر برودة مقارنة بالمناطق القريبة من مستوى سطح البحر على نفس خطوط العرض. تؤثر هذه المناخات الباردة بشكل كبير على النظم البيئية الجبلية، حيث تختلف النباتات والحيوانات باختلاف الارتفاعات. ونظرًا للطبيعة الوعرة والمناخ غير المناسب، تُستخدم الجبال بشكل أقل في الزراعة، ويتم استغلالها بشكل أكبر لاستخراج الموارد مثل التعدين وقطع الأشجار، بالإضافة إلى الأنشطة الترفيهية مثل تسلق الجبال والتزلج.
أعلى جبل على الأرض هو جبل إيفرست الواقع في سلسلة جبال الهيمالايا بآسيا، حيث يصل ارتفاع قمته إلى 8,850 مترًا (29,035 قدمًا) فوق مستوى سطح البحر. أما أعلى جبل معروف في أي كوكب في النظام الشمسي فهو جبل أوليمبوس مونس على كوكب المريخ، بارتفاع يصل إلى 21,171 مترًا (69,459 قدمًا). بينما يُعتبر جبل مونا كيا في هاواي أطول جبل إذا أُخذت القاعدة الموجودة تحت سطح البحر في الحسبان، حيث يبلغ ارتفاعه من قاعدته تحت الماء 9,330 مترًا (30,610 قدمًا)، ويعتبره بعض العلماء الأطول على الأرض.

## التعريف
لا يوجد حتى اليوم تعريف عالمي موحد للجبل، إذ تُستخدم معايير متعددة لتحديده مثل الارتفاع، الحجم، الانحدار، الشدة، التباعد، والاستمرارية. وفقًا لقاموس أكسفورد الإنجليزي، يُعرف الجبل بأنه "ارتفاع طبيعي في سطح الأرض يرتفع بشكل أو بآخر فجأة عن المستوى المحيط، ويصل إلى ارتفاع يُعتبر ملفتًا للنظر أو ملحوظًا مقارنةً بالارتفاعات المجاورة."
تعتمد تسمية التضاريس على أنها جبل أو غير ذلك على الاستخدام المحلي. وفقًا لقاموس الجغرافيا الفيزيائية لجون ويتو، "تعتبر بعض السلطات أي ارتفاع يتجاوز 600 متر (1,969 قدمًا) جبلًا، بينما يُطلق على الارتفاعات الأقل من ذلك اسم تلال."
في المملكة المتحدة وجمهورية أيرلندا، يعرف الجبل عادةً على أنه أي قمة يصل ارتفاعها إلى 2,000 قدم (610 متر) أو أكثر، وهو ما يتماشى مع تعريف الحكومة البريطانية الرسمي الذي يُستخدم لأغراض الوصول إلى المناطق المرتفعة. تتطلب بعض التعريفات أيضًا تميُّزًا طبوغرافيًا محددًا، مثل أن يرتفع الجبل 300 متر (984 قدمًا) على الأقل عن التضاريس المحيطة.
في وقت سابق، عرف مجلس الأسماء الجغرافية الأمريكي الجبل بأنه ارتفاع يبلغ 1,000 قدم (305 متر) أو أكثر، بينما كانت التضاريس الأقل تُعتبر تلالًا. ومع ذلك، تخلى المجلس عن هذا التعريف في السبعينيات. أما اليوم، فإن هيئة المسح الجيولوجي الأمريكية تشير إلى أن المصطلحات لا تحمل تعريفات فنية ثابتة في الولايات المتحدة.
من ناحية أخرى، يعرّف برنامج الأمم المتحدة للبيئة (UNEP) "البيئات الجبلية" وفق الفئات التالية:
1. الفئة الأولى: ارتفاع يزيد عن 4,500 متر (14,764 قدمًا).
2. الفئة الثانية: ارتفاع بين 3,500 و4,500 متر (11,483 و14,764 قدمًا).
3. الفئة الثالثة: ارتفاع بين 2,500 و3,500 متر (8,202 و11,483 قدمًا).
4. الفئة الرابعة: ارتفاع بين 1,500 و2,500 متر (4,921 و8,202 قدمًا) مع انحدار يتجاوز درجتين.
5. الفئة الخامسة: ارتفاع بين 1,000 و1,500 متر (3,281 و4,921 قدمًا) مع انحدار يتجاوز 5 درجات أو نطاق ارتفاع يبلغ 300 متر (984 قدمًا) ضمن دائرة نصف قطرها 7 كم (4.3 ميل).
6. الفئة السادسة: ارتفاع بين 300 و1,000 متر (984 و3,281 قدمًا) مع نطاق ارتفاع يبلغ 300 متر (984 قدمًا) ضمن دائرة نصف قطرها 7 كم (4.3 ميل).
7. الفئة السابعة: الأحواض الداخلية والهضاب المعزولة التي تقل مساحتها عن 25 كيلومترًا مربعًا (9.7 ميل مربع) والتي تحيط بها جبال من الفئة 1 إلى 6، لكنها لا تستوفي معايير الفئات 1 إلى 6.

وفقًا لهذه التعريفات، تغطي الجبال مساحة 33% من أوراسيا، 19% من أمريكا الجنوبية، 24% من أمريكا الشمالية، و14% من إفريقيا. بشكل عام، تُشكل المناطق الجبلية 24% من مساحة اليابسة على الأرض.

## الجيولوجيا
هناك ثلاثة أنواع رئيسية من الجبال: الجبال البركانية، والجبال الالتوائية، والجبال الصدعية. تتكون جميع هذه الأنواع من الصفائح التكتونية، عندما تتحرك أجزاء من قشرة الأرض، وتنثني، وتغوص. تؤدي القوى الانضغاطية والارتفاع المتساوي (isostatic uplift)، واختراق المادة النارية (igneous matter) إلى دفع الصخور السطحية إلى الأعلى، مما يؤدي إلى تكوين تضاريس أعلى من المعالم المحيطة. يعتمد تصنيف هذه التضاريس على ارتفاعها وشدة انحدارها، حيث يمكن أن تكون إما تلًا إذا كانت أقل ارتفاعًا، أو جبلًا إذا كانت أعلى وأكثر انحدارًا.
تميل الجبال الرئيسية إلى التواجد على شكل أقواس طويلة خطية، مما يدل على مواقع حدود الصفائح التكتونية ونشاطها.

### الجبال البركانية

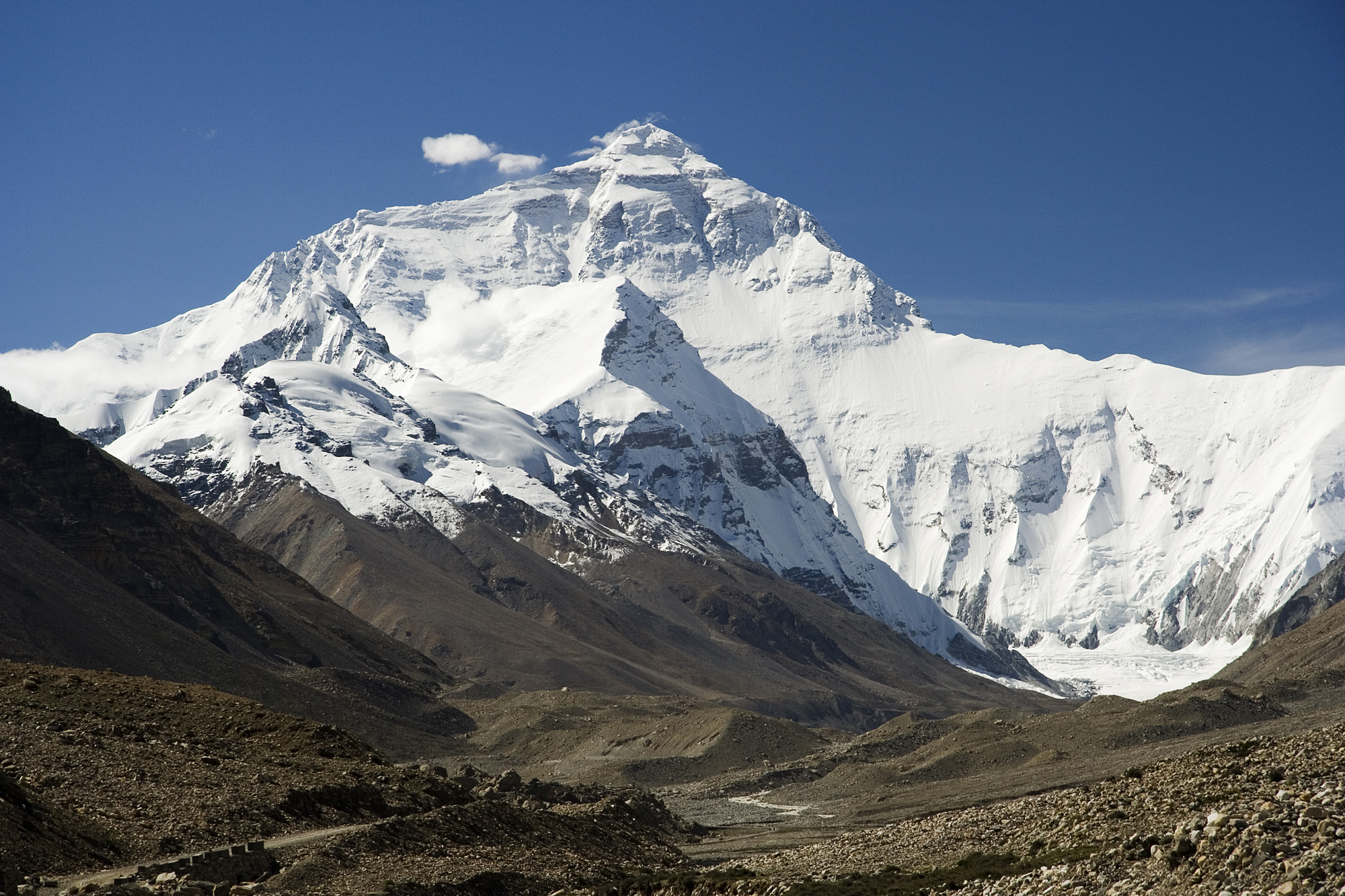
جبل إيفرست، أعلى جبل على وجه الأرض

تتكون البراكين عندما يتم دفع صفيحة تكتونية تحت صفيحة أخرى، أو عند حيد وسط المحيط، أو فوق النقاط الساخنة.  يحدث انصهار في الصخور فوق الصفيحة الغاطسة على عمق حوالي 100 كيلومتر (60 ميلًا) نتيجة إضافة الماء، مما يؤدي إلى تكوين الماغما التي تصل إلى السطح. عندما تصل الماغما إلى السطح، غالبًا ما تُكوّن جبلًا بركانيًا مثل البركان الدرعي أو البركان الطبقي. من الأمثلة على البراكين تشمل جبل فوجي في اليابان وجبل بيناتوبو في الفلبين.
لا يشترط أن تصل الماغما إلى السطح لتكوين جبل؛ فالماغما التي تتصلب تحت الأرض يمكن أن تُشكّل جبالًا قُبّبية [الإنجليزية]، مثل جبل نافاجو [الإنجليزية] في الولايات المتحدة.

### الجبال الالتوائية
تتشكل الجبال الالتوائية عندما تصطدم صفيحتان تكتونيتان، مما يؤدي إلى تقصير في القشرة الأرضية على طول الفوالق العكسية وزيادة في سماكة القشرة. وبما أن القشرة القارية الأقل كثافة "تطفو" فوق الصخور الأكثر كثافة في الوشاح الأرضي، فإن وزن أي مادة قشرية تُدفع إلى الأعلى لتشكيل التلال أو الهضاب أو الجبال يجب أن يُوازن بقوة الطفو الناتجة عن دفع حجم أكبر بكثير إلى الأسفل داخل الوشاح. لذلك، تكون القشرة القارية عادة أكثر سماكة تحت الجبال مقارنة بالمناطق المنخفضة.
يمكن أن تتخذ الصخور أشكالًا ملتوية إما بشكل متماثل أو غير متماثل. وتُعرف الطيات التي تنحني إلى الأعلى بـ الطيات المحدبة (Anticlines)، بينما تُعرف الطيات التي تنحني إلى الأسفل بـ الطيات المقعرة (Synclines). وقد توجد أيضًا طيات غير متماثلة (منقلبة أو مستلقية). من أمثلة الجبال الالتوائية جبال البلقان وجبال جورا.

### الجبال الصدعية
تتشكل الجبال الصدعية نتيجة الفوالق في القشرة الأرضية، وهي مناطق تتحرك فيها الصخور على جانبي الفالق بالنسبة لبعضها البعض. يمكن أن تتكون الجبال عندما ترتفع الصخور على جانب واحد من الفالق مقارنة بالجانب الآخر. تُعرف الكتل المرتفعة بـ الجبال الصدعية أو الهورست (Horsts)، بينما تُسمى الكتل المنخفضة بينهما بالخسفة (Grabens)، والتي يمكن أن تكون صغيرة الحجم أو تشكل أنظمة وديان صدعية شاسعة.
يمكن رؤية هذا النوع من التضاريس في شرق إفريقيا، ووادي الراين وسلسلة الفوج، ، وسلسلة جبال شرق الصدع في افريقيا، وأيضًا في منطقة الحوض والسلسلة بغرب أمريكا الشمالية. عادةً ما تحدث هذه الظواهر في المناطق التي يكون فيها الإجهاد الإقليمي تمدديًا، مما يؤدي إلى ترقق القشرة الأرضية.

## المناخ
يصبح المناخ في الجبال أكثر برودة مع الارتفاع نتيجة تفاعل بين الإشعاع الحراري والحمل الحراري. تسقط أشعة الشمس في الطيف المرئي على سطح الأرض وتسخنه، مما يؤدي إلى تسخين الهواء عند السطح. إذا كان الإشعاع هو الوسيلة الوحيدة لنقل الحرارة من السطح إلى الفضاء، فإن تأثير الغازات الدفيئة في الغلاف الجوي سيحافظ على درجة حرارة السطح عند حوالي 333 كلفن (60 درجة مئوية أو 140 درجة فهرنهايت)، وستتناقص الحرارة بشكل أسي مع الارتفاع.  
ومع ذلك، عندما يسخن الهواء، فإنه يتمدد وتنخفض كثافته، مما يجعله يرتفع وينقل الحرارة للأعلى عبر عملية تُسمى الحمل الحراري. يصل الحمل الحراري إلى حالة توازن عندما تكون كثافة كتلة من الهواء عند ارتفاع معين مساوية لكثافة الهواء المحيط. نظرًا لأن الهواء موصل ضعيف للحرارة، فإن الكتلة الهوائية ترتفع وتهبط دون تبادل حرارة مع محيطها، وهو ما يُعرف بـ العملية الأدياباتية. في هذه العملية، ينخفض الضغط مع الارتفاع، وبالتالي تنخفض درجة الحرارة. معدل هذا الانخفاض يُسمى معدل التناقص الأديابي الجاف، وهو حوالي 9.8 درجة مئوية لكل كيلومتر (أو 5.4 درجة فهرنهايت لكل 1000 قدم).  
وجود بخار الماء في الغلاف الجوي يعقد عملية الحمل الحراري، حيث يحتوي بخار الماء على حرارة كامنة للتبخر. عندما يرتفع الهواء ويبرد، يصل إلى درجة التشبع التي لا يستطيع عندها الاحتفاظ ببخار الماء، فيتكثف البخار مكونًا السحب، ويطلق حرارة كامنة، مما يغير معدل التناقص إلى معدل التناقص الأديابي الرطب (5.5 درجة مئوية لكل كيلومتر أو 3 درجات فهرنهايت لكل 1000 قدم). يختلف معدل التناقص الفعلي حسب الارتفاع والموقع.  
الانتقال إلى الأعلى بمقدار 100 متر (330 قدمًا) يعادل تقريبًا الانتقال 80 كيلومترًا (45 ميلًا أو 0.75 درجة عرض) نحو القطب الأقرب. ومع ذلك، هذا التقدير تقريبي لأن العوامل المحلية، مثل القرب من المحيطات (مثل المحيط القطبي الشمالي)، يمكن أن تؤثر بشكل كبير على المناخ. مع زيادة الارتفاع، يصبح الشكل الرئيسي للهطول هو الثلج وتزداد شدة الرياح.  
تأثير المناخ على البيئة عند ارتفاع معين يمكن تلخيصه إلى حد كبير من خلال كمية الهطول والبيوتيمبراتور (درجة الحرارة البيولوجية)، كما وصفها ليزلي هولدرج عام 1947. البيوتيمبراتور هو متوسط درجة الحرارة، حيث تعتبر جميع درجات الحرارة أقل من 0 درجة مئوية مساوية لـ 0 درجة مئوية، إذ أن النباتات تكون في حالة سكون عند هذه الدرجة، لذا تكون درجة الحرارة الدقيقة غير مهمة. قمم الجبال التي تحتوي على ثلوج دائمة يمكن أن تكون درجة حرارتها البيولوجية أقل من 1.5 درجة مئوية.

### تغير المناخ
تعد البيئات الجبلية حساسة بشكل خاص لتغير المناخ الناتج عن الأنشطة البشرية، وهي تشهد حاليًا تغييرات غير مسبوقة في آخر 10,000 سنة. لا يزال تأثير الاحترار العالمي على المناطق الجبلية (بالمقارنة مع المناطق المنخفضة) مجالًا نشطًا للدراسة. أظهرت الدراسات الميدانية أن المناطق الجبلية تسخن أسرع من المناطق المنخفضة القريبة، ولكن عند مقارنة ذلك على مستوى عالمي، يختفي هذا التأثير.  
الهطول في المناطق الجبلية لا يزداد بسرعة كما في المناطق المنخفضة. تشير نماذج المناخ إلى إشارات متضاربة بشأن ما إذا كانت منطقة جبلية معينة ستشهد زيادة أم انخفاضًا في الهطول.  
بدأ تغير المناخ في التأثير على الأنظمة الفيزيائية والبيئية في الجبال منذ وقت ليس ببعيد. ففي العقود الأخيرة، شهدت القمم الجليدية والأنهار الجليدية تسارعًا في فقدان الجليد. أدى ذوبان الأنهار الجليدية، والتربة المتجمدة (البرفروست)، والثلوج إلى جعل الأسطح الموجودة تحتها تصبح غير مستقرة بشكل متزايد. كما ازدادت مخاطر الانزلاقات الأرضية من حيث العدد والحجم بسبب تغير المناخ. تأثرت أنماط تصريف الأنهار أيضًا بشكل كبير بتغير المناخ، مما كان له تأثيرات كبيرة على المجتمعات التي تعتمد على المياه القادمة من المصادر الجبلية.  
تقريبًا نصف المناطق الجبلية تقدم موارد مائية أساسية أو داعمة للسكان الحضريين، خصوصًا خلال موسم الجفاف وفي المناطق شبه الجافة مثل وسط آسيا. النظم البيئية الجبلية يمكن أن تكون شديدة الحساسية للمناخ. العديد من الجبال في المناطق المعتدلة تعمل كملاذات للمناخ البارد، حيث تشغل النظم البيئية فيها بيئات صغيرة ومتخصصة. بالإضافة إلى التأثير المباشر الذي يمكن أن يحدثه تغير المناخ على النظام البيئي، هناك أيضًا التأثير غير المباشر على التربة نتيجة التغيرات في الاستقرار وتطور التربة.

## علم البيئة

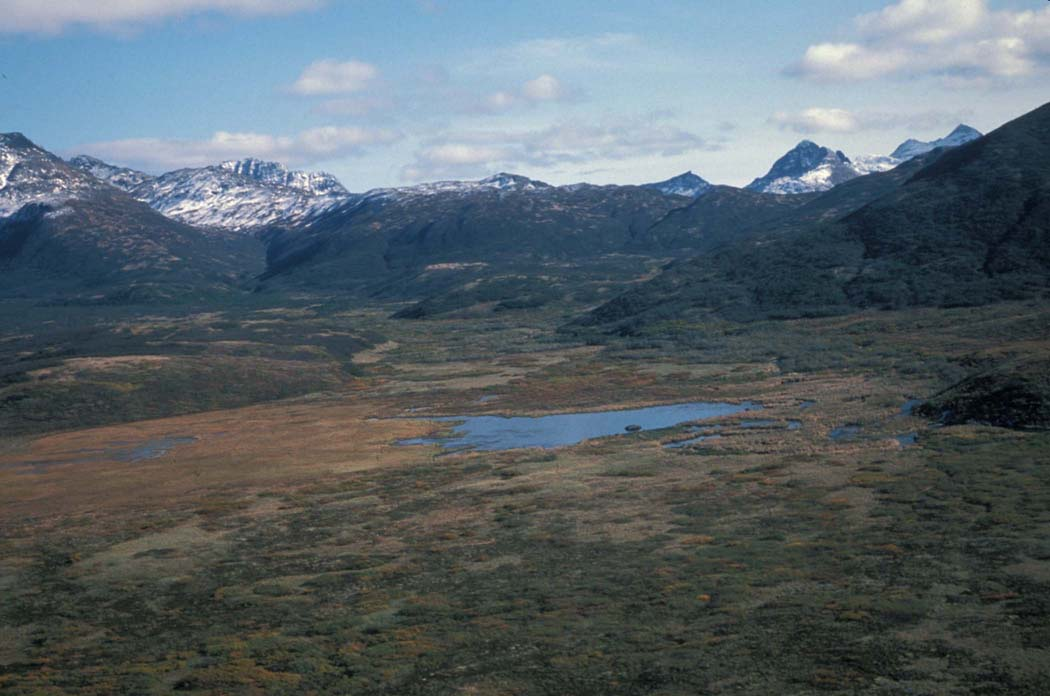
التندرا الجبلية في ألاسكا.

يؤثر المناخ البارد في الجبال على النباتات والحيوانات التي تعيش فيها. تميل مجموعة معينة من النباتات والحيوانات إلى التكيف مع نطاق ضيق نسبيًا من المناخ، وبالتالي تميل النظم البيئية إلى أن توجد على طول نطاقات الارتفاع التي تتميز بمناخ ثابت نسبيًا. وهو ما يسمى بالتوزيع العمودي أو التقسيم الارتفاعي. في المناطق ذات المناخ الجاف، تميل الجبال إلى الحصول على هطولات أمطار أعلى ودرجات حرارة أقل، مما يخلق ظروفًا متنوعة تعزز من هذه التوزيعات العمودية.
بعض النباتات والحيوانات الموجودة في المناطق المرتفعة قد تصبح معزولة، فالظروف فوق وتحت منطقة معينة تكون غير قابلة للعيش وبالتالي تحد من حركتها أو انتشارها. تُعرف هذه النظم البيئية المعزولة باسم الجزر السماوية.
تميل المناطق الارتفاعية إلى اتباع نمط نموذجي. عند أعلى الارتفاعات، لا يمكن للأشجار أن تنمو، وأي حياة قد توجد ستكون من النوع الألبي الذي يشبه التندرا.  يمكن العثور أسفل خط الأشجار على الغابات شبه الألبية من الأشجار ذات الأوراق الإبرية التي تتحمل الظروف الباردة والجافة. تحت ذلك، تنمو الغابات الجبلية. في المناطق المعتدلة من الأرض، تميل هذه الغابات إلى أن تكون من الأشجار ذات الأوراق الإبرية، بينما في المناطق الاستوائية، يمكن أن تكون من الأشجار ذات الأوراق العريضة التي تنمو في الغابات المطيرة.

## الجبال والبشر
أعلى ارتفاع معروف يمكن للبشر تحمله بشكل دائم هو عند 5,950 مترًا (19,520 قدمًا). عند الارتفاعات العالية جدًا، ينخفض الضغط الجوي وتقل كمية الأوكسجين المتاحة للتنفس، وتقل الحماية من الإشعاع الشمسي (الأشعة فوق البنفسجية). فوق ارتفاع 8,000 متر (26,000 قدم)، لا يوجد ما يكفي من الأوكسجين لدعم حياة الإنسان. يُشار إلى هذه المنطقة أحيانًا باسم "منطقة الموت". تعتبر قمم جبل إيفرست وجبل كي 2 واقعة في منطقة الموت.

### مجتمعات واقتصادات الجبال

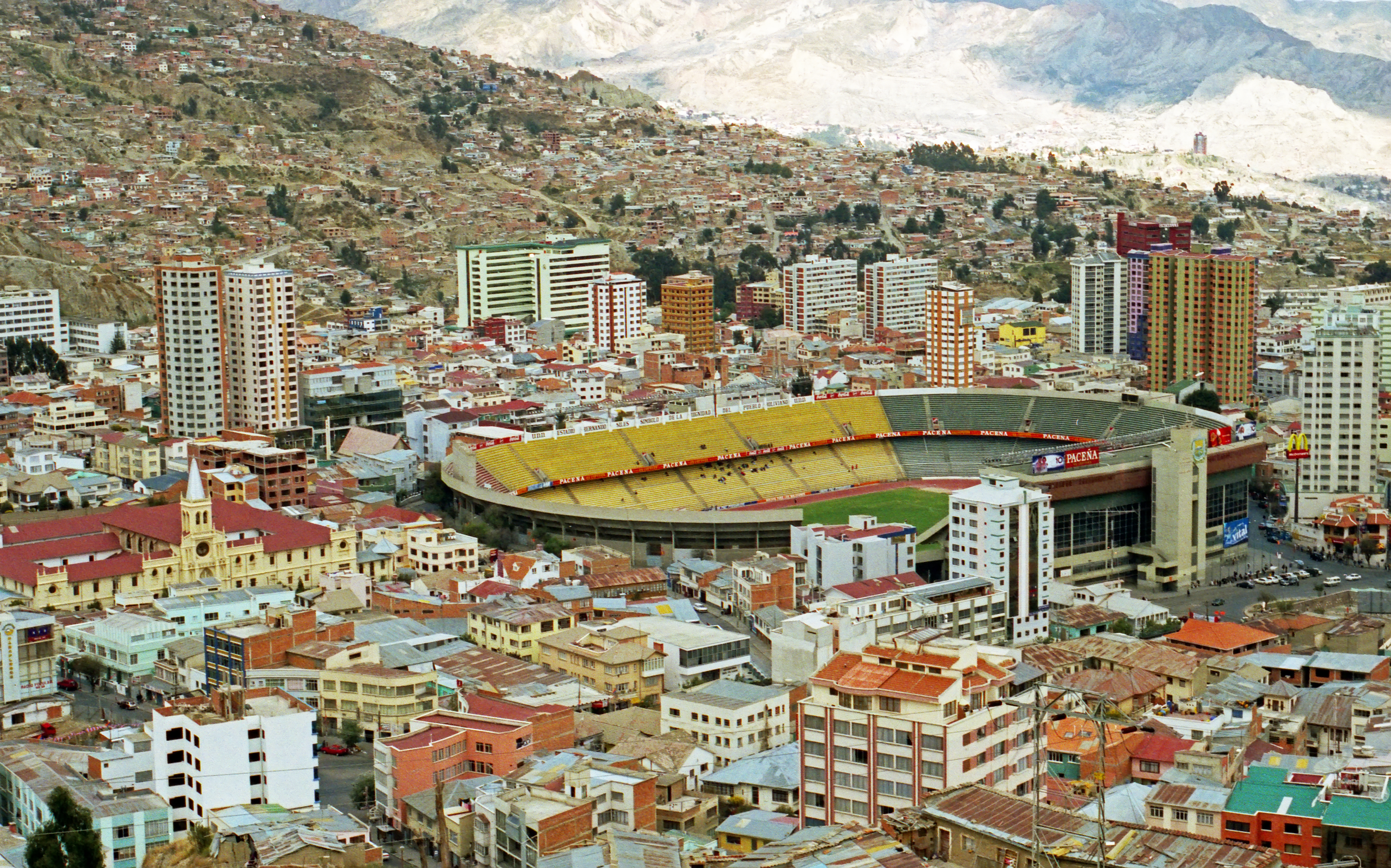
مدينة إل ألتو في بوليفيا

الجبال عمومًا أقل تفضيلًا للسكن البشري مقارنة بالسهول المنخفضة، بسبب الطقس القاسي وقلة الأراضي المستوية المناسبة للزراعة. على الرغم من أن 7% من مساحة الأرض على كوكب الأرض تقع فوق ارتفاع 2,500 متر (8,200 قدم)، إلا أن 140 مليون شخص فقط يعيشون فوق هذا الارتفاع، وحوالي 20-30 مليون شخص يعيشون فوق 3,000 متر (9,800 قدم). يعيش نصف سكان الجبال تقريبًا في جبال الأنديز وآسيا الوسطى وأفريقيا.
نظرًا للحدود المفروضة في الوصول إلى البنية التحتية، توجد عدد قليل جدًا من المجتمعات البشرية تعيش فوق 4,000 متر (13,000 قدم). العديد منها صغير ولها اقتصادات متخصصة للغاية، وغالبًا ما تعتمد على صناعات مثل الزراعة، التعدين، والسياحة. مثال على ذلك هو مدينة لا رينكونادا في بيرو، وهي مدينة تعدين الذهب وأعلى منطقة سكنية بشرية تقع على ارتفاع 5,100 متر (16,700 قدم). بينما تمثل إل ألتو في بوليفيا، عند ارتفاع 4,150 مترًا (13,620 قدمًا)، مثالًا مضادًا، حيث تتمتع بتنوع اقتصادي كبير في قطاعات مثل الخدمات والصناعة، ويبلغ عدد سكانها تقريبًا مليون نسمة.
تعتمد المجتمعات الجبلية التقليدية على الزراعة، مع خطر أكبر لفشل المحاصيل مقارنةً بالارتفاعات المنخفضة. وغالبًا ما تتواجد المعادن في الجبال، مما يجعل التعدين جزءًا هامًا من اقتصادات بعض المجتمعات الجبلية. مؤخرًا، أصبحت السياحة عنصرًا أكثر أهمية في اقتصادات هذه المجتمعات، مع تطور مشاريع حول بعض المعالم مثل الحدائق الوطنية ومنتجعات التزلج. حوالي 80% من سكان الجبال يعيشون تحت خط الفقر.
معظم أنهار العالم تغذيها مصادر جبلية، حيث يعمل الثلج كآلية تخزين للمستخدمين في الأراضي المنخفضة. وأكثر من نصف البشرية تعتمد على الجبال للحصول على المياه.
في الجغرافيا السياسية، غالبًا ما تُعتبر الجبال حدودًا طبيعية بين الكيانات السياسية.

### تسلق الجبال

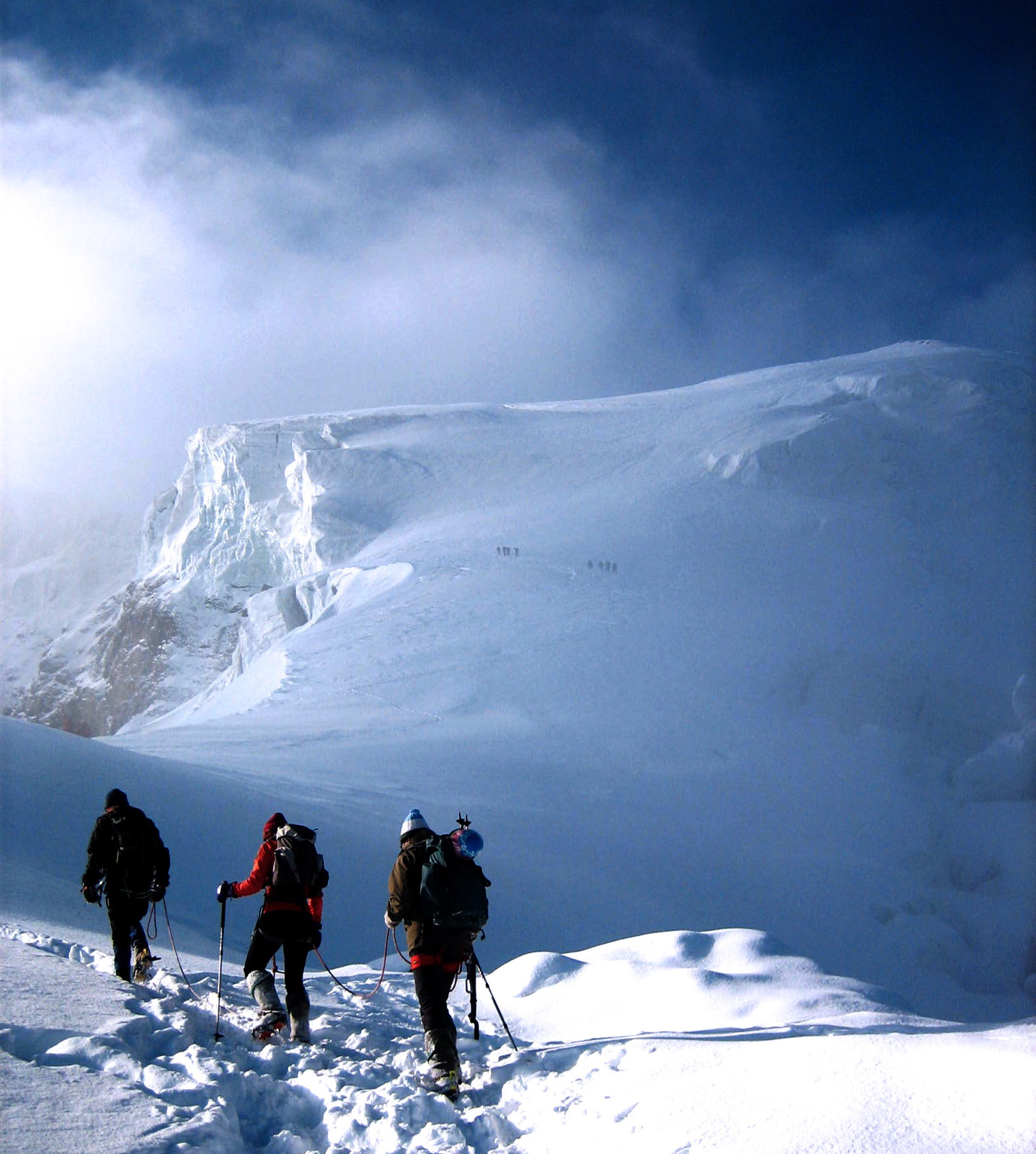
متسلقو الجبال في جنوب تيرول، إيطاليا

تسلق الجبال هو مجموعة من الأنشطة الخارجية التي تشمل صعود الجبال. الأنشطة المرتبطة بالتسلق الجبلي هي التسلق التقليدي في الهواء الطلق، التزلج، والتجوال عبر المسارات المدعمة التي أصبحت رياضات مستقلة بذاتها. كما تعتبر بعض الأنشطة مثل التسلق الداخلي، التسلق الرياضي، والتسلق على الصخور (البولدرينغ) من الأنواع المتفرعة عن التسلق الجبلي، ولكنها جزء من مجموعة واسعة من الرياضات الجبلية.
يفتقر التسلق الجبلي إلى قواعد رسمية معممة أو قوانين تنظيمية على عكس معظم الرياضات؛ إذ يتبع المتسلقون مجموعة متنوعة من التقنيات والفلسفات (بما في ذلك التصنيف ودلائل الإرشاد) عند صعود الجبال. تدعم العديد من الأندية المحلية المتخصصة في تسلق الجبال المتسلقين من خلال تقديم الموارد والأنشطة الاجتماعية. ويمثل الاتحاد الدولي للأندية الجبلية، "الاتحاد الدولي للتسلق والتسلق الجبلي" (UIAA)، المنظمة العالمية المعترف بها من قبل اللجنة الأولمبية الدولية، المعنية بالتسلق الجبلي والتسلق.
تتمثل آثار التسلق الجبلي على البيئة الطبيعية في تأثيره على المكونات الفردية للبيئة مثل التضاريس والتربة والنباتات والحيوانات والمناظر الطبيعية، وكذلك على الموقع أو المنطقة التي تُمارس فيها الأنشطة الجبلية مثل المشي، الرحلات، أو مناطق التسلق. كما أن التسلق الجبلي يؤثر على المجتمعات على مستويات اقتصادية وسياسية واجتماعية وثقافية، مما يؤدي غالبًا إلى تغييرات في نظرة الناس إلى العالم، متأثرة بالعولمة، وخاصة الثقافات وأنماط الحياة الأجنبية.

### الجبال كأماكن مقدسة
تلعب الجبال دورًا كبيرًا في العديد من الأديان. على سبيل المثال، توجد العديد من الجبال المقدسة في اليونان مثل جبل أوليمبوس الذي كان يُعتبر منزل الآلهة. يُعتبر جبل فوجي في الثقافة اليابانية الذي يبلغ ارتفاعه 3,776.24 مترًا (12,389.2 قدمًا) جبلًا مقدسًا، حيث يصعده عشرات الآلاف من اليابانيين سنويًا، جبل كايلاش في منطقة التبت ذاتية الحكم في الصين يُعتبر مقدسًا في أربعة ديانات: الهندوسية، البون، البوذية، والجاينية.

في إيرلندا، يحج الكاثوليك الإيرلنديون إلى قمة جبل براندون [الإنجليزية] الذي يبلغ ارتفاعه 952 مترًا (3,123 قدمًا). قمة ناندا ديفي في جبال الهيمالايا مرتبطة بالإلهتين الهندوسيتين ناندا وسوندانا؛ وقد منع المتسلقين من الوصول إليها منذ عام 1983. جبل أرارات هو جبل مقدس، حيث يُعتقد أنه كان مكان هبوط سفينة نوح وفقًا للتوراة. في أوروبا وخاصة في جبال الألب، غالبًا ما يتم نصب صلبان على قمم الجبال البارزة. جبل عرفة أيضا هو مكان مقدس عند المسلمين إذ يعتقدون بأن الملاك جبريل نزل لأول مرة على النبي محمد أثناء اعتكافه في غار في الجبل.

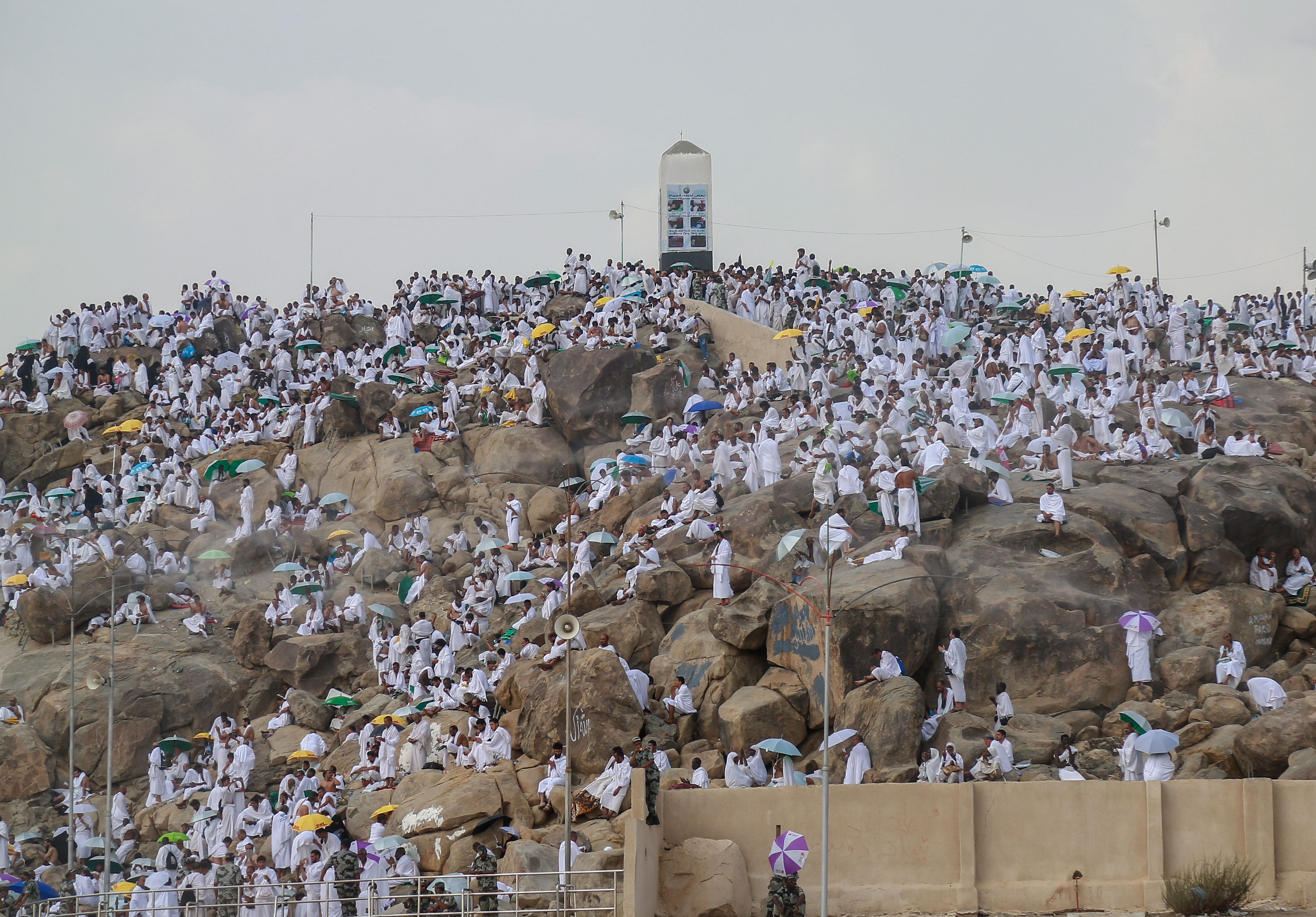
حجاج مسلمون على جبل عرفة.
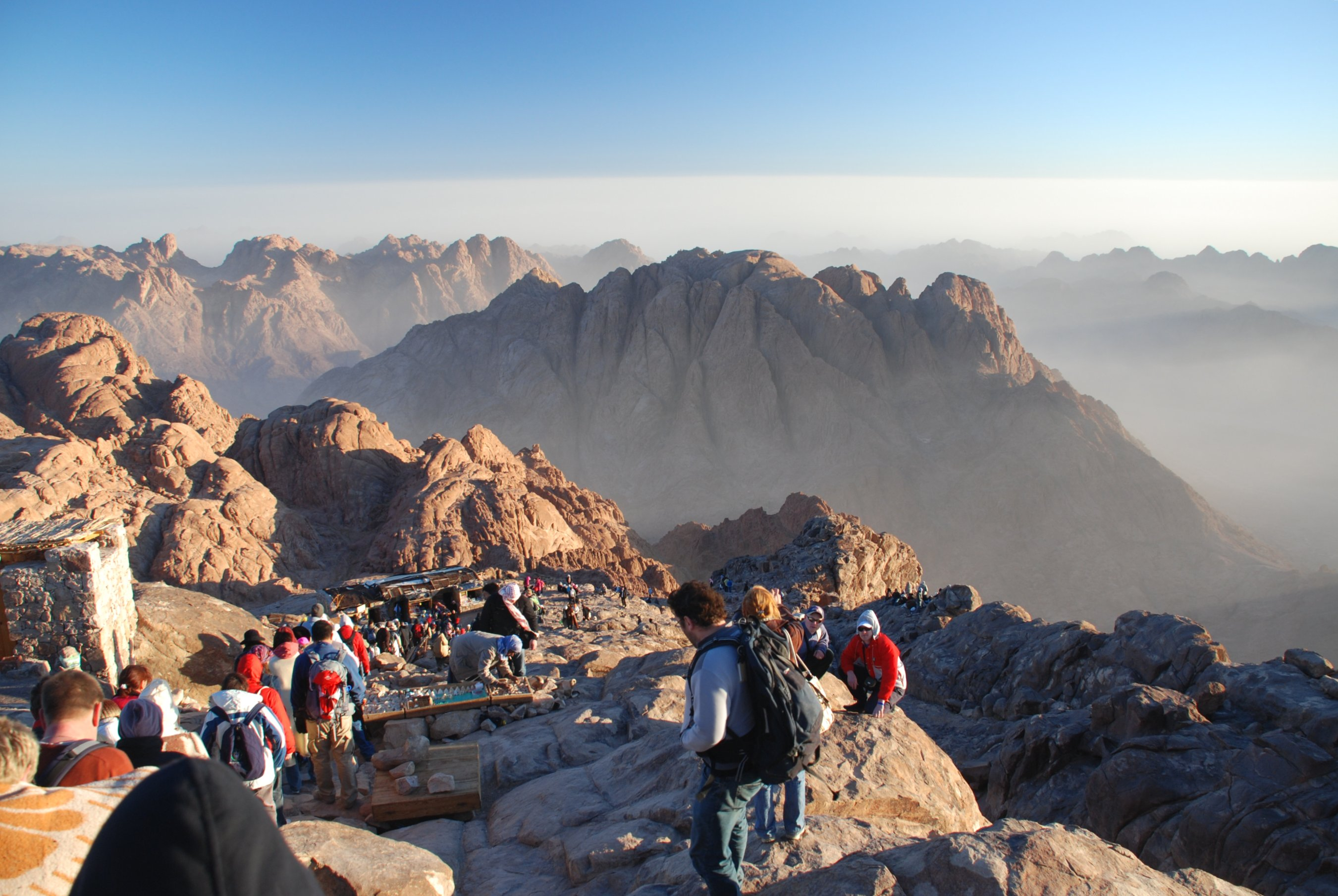
جبل سيناء، مصر
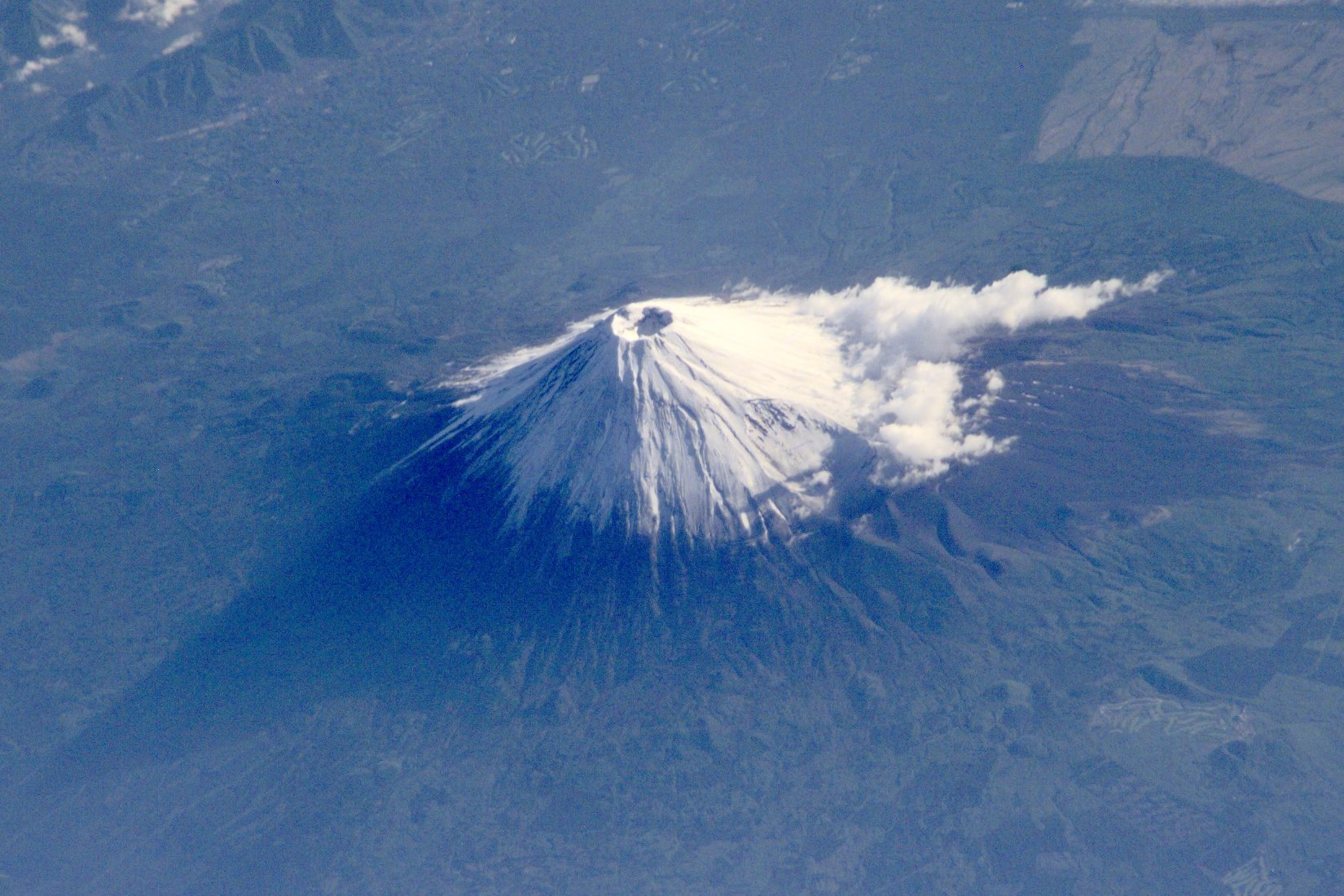
جبل فوجي المقدس عند اليابانيين
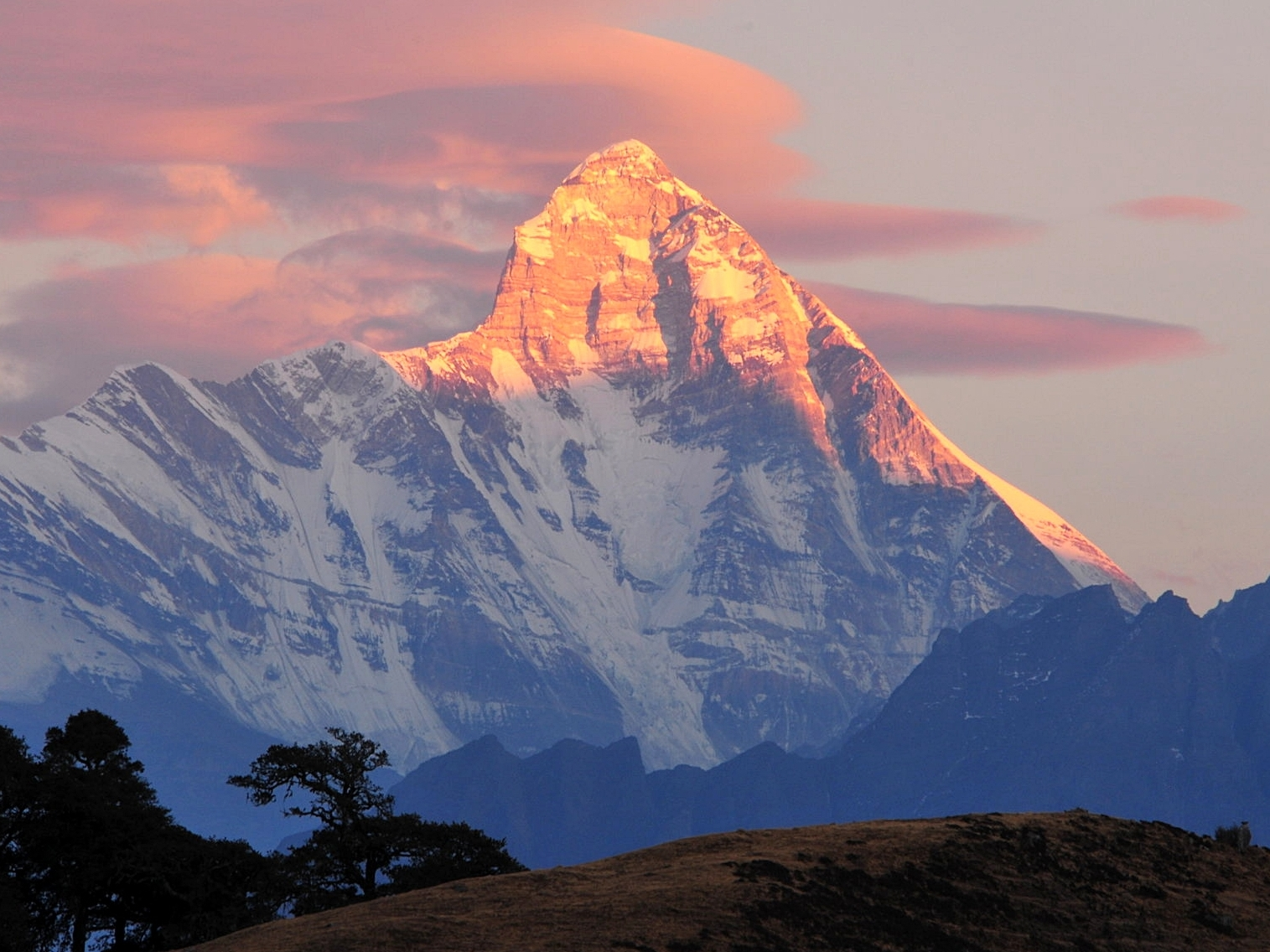
قمة ناندا ديفي في جبال الهيمالايا

## نظريات تكوُّن المنظومات الجبلية
تعتبر دراسة تطور وتكوين المنظومات الجبلية من المواضيع التي أثارت اهتمام العلماء، وتمت مناقشتها من خلال العديد من النظريات. أبرز هذه النظريات اثنتان: الأولى قديمة، تفترض أن الجبال تتكون في مقعرات جيولوجية تُسمى "جيواسينكلين"، حيث تتراكم فيها رواسب كثيفة مع حدوث هبوط تدريجي في القاع، يليه تأثير حركات جانبية ضاغطة. وتبنى هذه النظرية على فرضية حدوث حركات شاقولية (رأسية) وأخرى جانبية في القشرة الأرضية، حيث تسبب الحركات الشاقولية الهبوط (Subsidence) والحركات الجانبية التمدد الضاغط والتشوه والنهوض. كان العالم دانا أول من وصف هذه الظاهرة عام 1813 خلال دراسته لجبال الأبلاش. تتماشى هذه النظرية مع الفكرة السائدة في تلك الفترة التي تفترض أن القارات والمحيطات هي هيئات ثابتة.
أما النظرية الثانية، فهي أكثر حداثة وشمولية، وقد وُضعت بناءً على الدراسات الحديثة ومفاهيم تكتونية الصفائح التي تفسر تطور القارات والمحيطات تاريخياً. في هذه النظرية، يرتبط نشوء المنظومات الجبلية ارتباطاً وثيقاً بحركة صفائح الغلاف الصخري، ويحدث هذا غالباً عند هوامش التصادم بين الصفائح. حيث تهبط هذه الهوامش تحت الصفائح القارية وتنغرز في المعطف، ما يؤدي إلى تكوين خنادق المحيطات التي تصبح مناطق لتراكم الرواسب فوق الأشرطة الطولية الهابطة من القشرة الأرضية المعروفة بالأحزمة الحركية.
تظهر دراسات جبال الأبلاش أن الرواسب التي تراكمت فيها خلال العصر الباليوزوي بلغت أكثر من 12000 متر، وقد تبين أن هذه الرواسب تتناقص تدريجياً نحو الغرب داخل القارة. تشير الأدلة المستحاثية إلى أن معظم هذه الرواسب تكونت في بيئات بحرية ضحلة، وأن الهبوط في قشرة الأرض حدث بالتزامن مع تراكم الرواسب. وفي الوقت الحاضر، تتواجد مناطق عديدة في القشرة الأرضية يمكن أن تشهد تراكمات مشابهة.
يتميز تطور الأحزمة الحركية بأنها مناطق تقع بالقرب من حواف الرفوف القارية أو في أقواس الجزر، حيث تساهم القارات وأقواس الجزر في إمداد هذه المناطق بالرسوبات. تتكون الأحزمة الحركية من صخور رسوبية وبركانية مشوهة نتيجة التصادم بين الصفائح.
مثال على ذلك هو الرف القاري شرقي أمريكا الشمالية الذي يمتد على 320 كيلومتراً ويغطيه تراكم من الرواسب ذات سماكة تصل إلى 5000 متر، وقد نشأت هذه الرواسب من عمليات هبوط تدريجي، حيث إن الصخور القارية أقل كثافة من المعطف، مما يؤدي إلى طفوها فوقه. نتيجة لذلك، يتسبب تراكم الرواسب في هبوط الأحزمة الحركية، وهي عملية ترتبط بمبدأ التوازن الطافي (Isostasy)، الذي يفسر كيفية تأثير تراكم الرواسب على الهبوط.
ومع ذلك، فقد أظهرت الدراسات الحديثة أن هذا الهبوط لا يمكن تفسيره فقط من خلال تراكم الرواسب، حيث أن المعطف في بعض الحالات يكون أكثر كثافة من القشرة الهابطة. ولهذا السبب، تشمل آلية الهبوط عوامل أخرى غير توازن الطفو، مثل تأثير تصادم الصفائح الذي يؤدي إلى سحب القشرة الأرضية إلى أسفل.
إحدى الآليات التي تسهم في هبوط القشرة الأرضية تحدث عندما يرتفع تيار ساخن من المعطف إلى أسفل القشرة القارية، مما يؤدي إلى تقببها وترققها، ثم تتكسر بفوالق عادية، ويحدث هبوط في هذه الأجزاء مع تراكم الرواسب الناتجة عن التعرية. في مرحلة لاحقة، تتباعد القشرة القارية ويحدث انفتاح للمحيط الجديد بسبب انتشار النشاط البركاني، ما يؤدي إلى تكون قشرة محيطية.

## نهوض منظومات الجبال
تتميز هوامش تصادم الغلاف الصخري بأنواع متعددة من النشاطات، أهمها نوعان يؤثران بشكل كبير في نهوض الجبال. الأول هو النشاط الحراري الناتج عن انغراز قشرة المحيطات داخل المعطف، مما يؤدي إلى ارتفاع حرارتها وحدوث انصهار جزئي وتكوين المهل (magma) التي تندفع نحو السطح مسببة نشاطات بركانية. الثاني هو النشاط الميكانيكي، حيث يؤدي هبوط قشرة المحيطات وانغرازها إلى تعميق الرواسب في المقعرات الجيولوجية، وضغطها وتشوهها بواسطة الطي والفوالق العكسية والتحولات، مما يؤدي تدريجياً إلى نهوضها مكونة المنظومات الجبلية.
وفيما يخص تطور المحيطات، لا يزال المحيط الأطلسي في مرحلة التوسع، مما يزيد من عمق دفن الرواسب في مقعراته الجيولوجية على حدود القارات. بدأ تطور هذه المقعرات على الشواطئ الشرقية لأمريكا الشمالية قبل 200 مليون سنة، بينما تأخر في الشواطئ الشرقية لأمريكا الجنوبية، حيث تقدم انفتاح المحيط الأطلسي من الشمال إلى الجنوب. نتيجة لهبوط قشرة المحيطات تحت هذه المقعرات، يتم سحب الرواسب نحو الأسفل، مما يؤدي إلى تشوهها وتحول الصخور العميقة إلى أنواع مثل الشيست والغنايس. مع زيادة الحرارة، يحدث انصهار جزئي للصخور القارية العميقة، مما يولد المهل الريوليتية (تشبه الغرانيت) التي تصعد ببطء نحو السطح، وتصلب في الصخور المحيطة على شكل مدسوسات باثوليت ضخمة.
تؤدي التشوهات الكبيرة، الاستحالة، والانصهار إلى تشكيل لب النظام الجبلي، الذي يتوافق مع أعمق أجزاء المقعر الجيولوجي. أما الغطاء الرسوبي فوق الرف القاري فينضغط ويُحشَر بين كتلة القارة وكتلة الصخور العميقة الناهضة، مما يؤدي إلى طيها وتشوهها ونهوضها لتكوين الجزء الهامشي للنظام الجبلي. توجد في العديد من المناطق حول العالم أجزاء من صفائح الغلاف الصخري التي انغرست تحت صفائح أخرى متصادمة معها، وتتشكل منها المنظومات الجبلية في طور النهوض، مثل جبال الأنديز في أمريكا الجنوبية.
على سبيل المثال، صفيحة المحيط النازكا (Nazca) تصطدم مع صفيحة القارة الأمريكية الجنوبية، ويؤدي هذا التصادم إلى نشوء جبال الأنديز التي تتميز بنشاط بركاني مستمر. ويُعتقد أن هذه النشاطات البركانية تلعب دوراً مهماً في تطور هذه المنظومة الجبلية. أما جبال الهيمالايا والألب، فتعد من أشهر المنظومات الجبلية ذات التضاريس الحادة والنهوض الكبير، وتعود نشأتها إلى تصادم صفائح قارية، حيث تصادمت صفيحة الهند مع كتلة التيبت لتكوين جبال الهيمالايا، وصفيحة القارة الإفريقية مع الأوربية لتشكيل جبال الألب، مما أدى إلى انغلاق محيط التيثس القديم.
أما جبال الأبلاش، فقد تكونت نتيجة تصادم صفيحة القارة الأوربية مع أمريكا الشمالية في مقعر جيولوجي قديم، مرتبط بمحيط أطلسي أسبق من المحيط الحالي، مما أدى إلى نهوض جبال الأبلاش وافتراقها عن جبال غربي أوروبة مع تباعد أجزاء القارة القديمة بانجيه (Pangaea). كما تشير ملاحظات الدروع القارية القديمة إلى وجود منظومات جبلية غابرة أقدم بكثير من عصر الباليوزوي، مما يعكس حركات صفائح الغلاف الصخري التي أدت إلى التحام وانفصال الكتل القارية عبر الأزمنة الجيولوجية.

## وصلات خارجية
- جبل ايفرست في النيبال
- صور لجبال أوروبية
- Canadian Mountain Encyclopedia - an exhaustive index of North American peaks, including thousands of unnamed ones. Includes the United States and Mexico as well as Canada.
- A charity web page with an applet to work out the amount of oxygen at any altitude.